# Люин, Луи-Шарль д’Альбер
Луи-Шарль д’Альбер де Люин (фр. Louis-Charles d'Albert de Luynes; 25 декабря 1620, Париж — 10 октября 1690, там же) — 2-й герцог де Люин, пэр Франции, писатель-моралист и переводчик.

## Биография
Единственный сын Шарля д’Альбера, герцога де Люина, коннетабля Франции, и Мари де Роган, герцогини де Шеврёз.
Маркиз д’Альбер, граф де Тур. Патентом от 15 мая 1623 был определен наследником должности губернатора Пикардии, принадлежавшей коннетаблю Ледигьеру. 24 ноября 1639 принес в парламенте присягу в качестве пэра.
Поступив добровольцем в армию маршала Ламейере, был кампмейстером кавалерийского полка, отличился при обороне осадного лагеря под Аррасом, атакованного испанцами 2 августа 1640, и в ряде других дел, где под ним были убиты две лошади.
6 января 1643, после отставки своего отчима Клода де Лоррена, герцога де Шеврёза, получил должность великого сокольничего и с большой помпой отдал последние почести при погребении Людовика XIII.
Мать, получившая после смерти бездетного второго мужа при разделе владений земли герцогства Шеврёз, передала их Луи-Шарлю и в 1667 году его старший сын Шарль-Оноре получил титул герцога де Шеврёза.
31 декабря 1661 был пожалован в рыцари орденов короля.
Воспитанный в духе благочестия и предпочитавший духовные занятия тем преимуществам, которые давало ему право рождения, Шарль-Луи удалился от двора и свел близкую дружбу с представителями семейств Саси, Арно и другими отшельниками Пор-Рояля, которых консультировал во всех важных ситуациях. Именно ему были адресованы в 1635 году два знаменитых письма Арно к грансеньору об отказе кюре Сен-Сюльписа в причастии господину де Лианкуру. Дружба охладела вследствие второго брака герцога, который не был одобрен докторами Пор-Рояля, так как мадемуазель де Роган одновременно приходилась ему теткой и крестницей.
Для удобства уединенной жизни Люин выстроил неподалеку от Пор-Рояля замок Вомюрье, в котором отшельники Пор-Рояля ради большей безопасности укрывались во время второй фрондерской войны. Из-за тесного общения с отшельниками, ходившими в сабо, самого герцога, как и его гостей стали называть «саботье». Впоследствии герцог покинул свое убежище.
14 декабря 1688 передал титулы герцога и пэра старшему сыну. Умер в Париже, его останки были погребены в церкви основанного им Люиновского госпиталя.

## Сочинения
Герцог де Люин оставил несколько переводов, компиляций и сочинений об аскезе:
- Office du Saint-Sacrement pour le jour de la feste, et toute l’octave. — P., 1659, 1661, 2 vol. in-8 и in-4 с 312 уроками, взятыми у отцов церкви и других церковных писателей, на все понедельники года. Саси и Арно составили хронологическую и историческую таблицу, приведенную в конце второго тома

Под именем сьёра де Лаваля Люин опубликовал следующие сочинения:
- Divers ouvrage de piété, tirés de S. Cyprien, S. Basile, traduits nouvellement en français. — P., 1664, in-8, взятые из трудов святых Киприана, Василия и других. Второе издание вышло в 1673 году
- Les quarante homilies ou sermons de S. Grégoire le Grand, pape, sur les évangiles de l’année. — P., 1665, in-4, 1692 (перевод гомилий папы Григория Великого)
- Les Morales de Saint Gregoire pape, sur le Livre de Job. — P. 1666, 3 vol. in-4. Переиздавались в 1692 году как Les Morales de S. Gregoire pape и в 1697-м как La Morale pratique de S. Grégoire, extraite de ses Morales sur Job
- Sentences, prières et instructions chrestiennes, tirées de l’Ancien et du Nouveau Testament. — O., 1676, in-12; 2-е издание 1687
- Sentences et instructions chrestiennes, tirées des anciens Pères de l'Église. — P., 1680, 2 vol. in-12 (извлечения из святого Игнатия и греческих отцов)
- Sentences et instructions chrestiennes, tirées des oeuvres de S. Jean Chrysostome. — P., 1736, 1782, 2 vol. in-12
- Sentences et instructions chrestiennes tirées des oeuvres de S. Augustin. — P., 1677, 1734, 2 vol. in-12
- Sentences et instructions chrétiennes tirées des oeuvres de S. Grégoire-le-Grand, Pape, et de S. Paulin, évêque de Nole. — P., 1701, 1734, in-12
- Sentences tirées de l’Ecriture sainte et des Pères, appropriées aux fêtes des saint. — P., 1648, 1703, in-12
- Instructions pour apprendre à ceux qui ont des terres dont ils sont seigneurs ce qu’ils pourrant faire pour la gloire de Dieu et le soulagement du prochain. — P. Lepetit, 1658, in-4, переизданы как Des devoirs des seigneurs dans leurs terres, suivant les ordonnances de France. — P., 1668, 1687, in-12

Кроме этого герцог де Люин перевел на французский «Метафизические размышления» Рене Декарта (Méditations métaphysiques. — P., 1647, in-4) и принял участие в переводе Нового Завета (Nouveau Testement. — Mons: Migeot; Amsterdam: Elzévirs, 1667, 2 vol. in-12), затем часто переиздававшемся.
Также ему приписывают сочинение под названием Relation de ce qui se passa å l’entrée du roi Louis XIV, изданное в 1660 году и перепечатанное в 1717-м в Requeil de pièces, in-12, посвященное рангам герцогов и пэров Франции между собой и в отношении иностранных принцев.

## Семья
1-я жена: (29.09.1641): Луиза-Мари Сегье (1624—13.09.1651), маркиза д’О, дочь Пьера Сегье, маркиза д’О, рекетмейстера, советника Парижского парламента, и Маргерит де Лагёль, дамы де Шар
Дети:
- дочь (ум. 1645) и сын
- Шарль-Оноре (6.10.1646—5.11.1712), герцог де Люин. Жена (3.02.1667): Жанна-Мари-Тереза Кольбер (1650—26.06.1732), дочь Жана-Батиста Кольбера и Мари Шаррон
- Мари-Луиза, монахиня в аббатстве Жуарт, бессменная приоресса в бенедектинском монастыре в Торси
- Генриетта-Тереза, монахиня в аббатстве Жуарт, затем в Торси
- Франсуаза-Поль-Шарлотта (ум. 1670). Муж (3.02.1667): Анри-Шарль де Бомануар (1644—1701), маркиз де Лаварден
- Феликс-Поль и Тереза, умерли вскоре после крещения, погребены с матерью в Пор-Рояле

2-я жена (4.12.1661, с папского разрешения): Анн де Роган-Гемене (1640—29.10.1684), придворная дама королевы Марии Терезии, младшая дочь Эркюля де Рогана, герцога де Монбазона, и Мари де Бретань д’Авогур. «В этом браке у герцога родилось много детей, а так как он был небогат, то постарался, как мог, избавиться от своих дочерей. Почти все они были хороши собой»
Дети:
В этом браке несколько сыновей умерли детьми, а также была дочь, умершая в возрасте десяти лет
- Мари-Анн (крещена 7.03.1663—20.08.1679). Муж (19.02.1678): Шарль III де Роган (1655—1727), герцог де Монбазон
- Мари-Шарлотта-Виктуар (7.10.1667—22.05.1701). Муж (29.98.1682): князь Александр-Альбер-Франсуа-Бартелеми де Бурнонвиль (1662—1705)
- Катрин-Анжелика (9.11.1668—12.09.1746). Муж (23.11.1694): Шарль-Антуан Гуфье (1673—1706), маркиз д’Эйи, бригадир армий короля
- Жанна-Батиста (18.01.1670—18.11.1736). Муж (23.08.1683): Аугусто Манфреди Скалья (1667—1704), граф де Верруа. Состояла в связи с герцогом Виктором Амедеем II Савойским, от которого родила двоих бастардов
- Луи-Жозеф (1.04.1672—8.11.1758), граф де Вертинген. Жена (17.03.1715): Мадлен Мари Онорина де Глим (7.12.1680—3.11.1744), графиня де Гримберген, дочь князя Филиппа-Франсуа де Берга и Жаклин де Лален
- Шарль-Эркюль (8.03.1674—31.01.1734), шевалье д’Альбер, шеф эскадры
- Жанна-Тереза-Пелажи (1675—1756). Муж (16.03.1698): Луи Гильем де Кастельно-Келюс (ум. 1705), граф де Клермон-Лодев, маркиз де Сессак, магистр гардероба короля

3-я жена (23.07.1685): Маргерит д’Алигр (1641—26.09.1722), дочь маркиза Этьена II д’Алигра, канцлера Франции, и Жанны д’Юйе, вдова маркиза Шарля-Бонавантюра де Манвиля

## Комментарии
1. ↑  Клод де Лоррен получил должность великого сокольничего после смерти коннетабля Люина с условием передачи ее сыну покойного по достижении двадцати лет
2. ↑  По словам герцога де Сен-Симона, Люин располагал «огромным количеством меморандумов, касающихся истории герцогств и пэрств (…) и был весьма сведущ в этом предмете» (Сен-Симон, с. 125)